# 빌헬름 텔

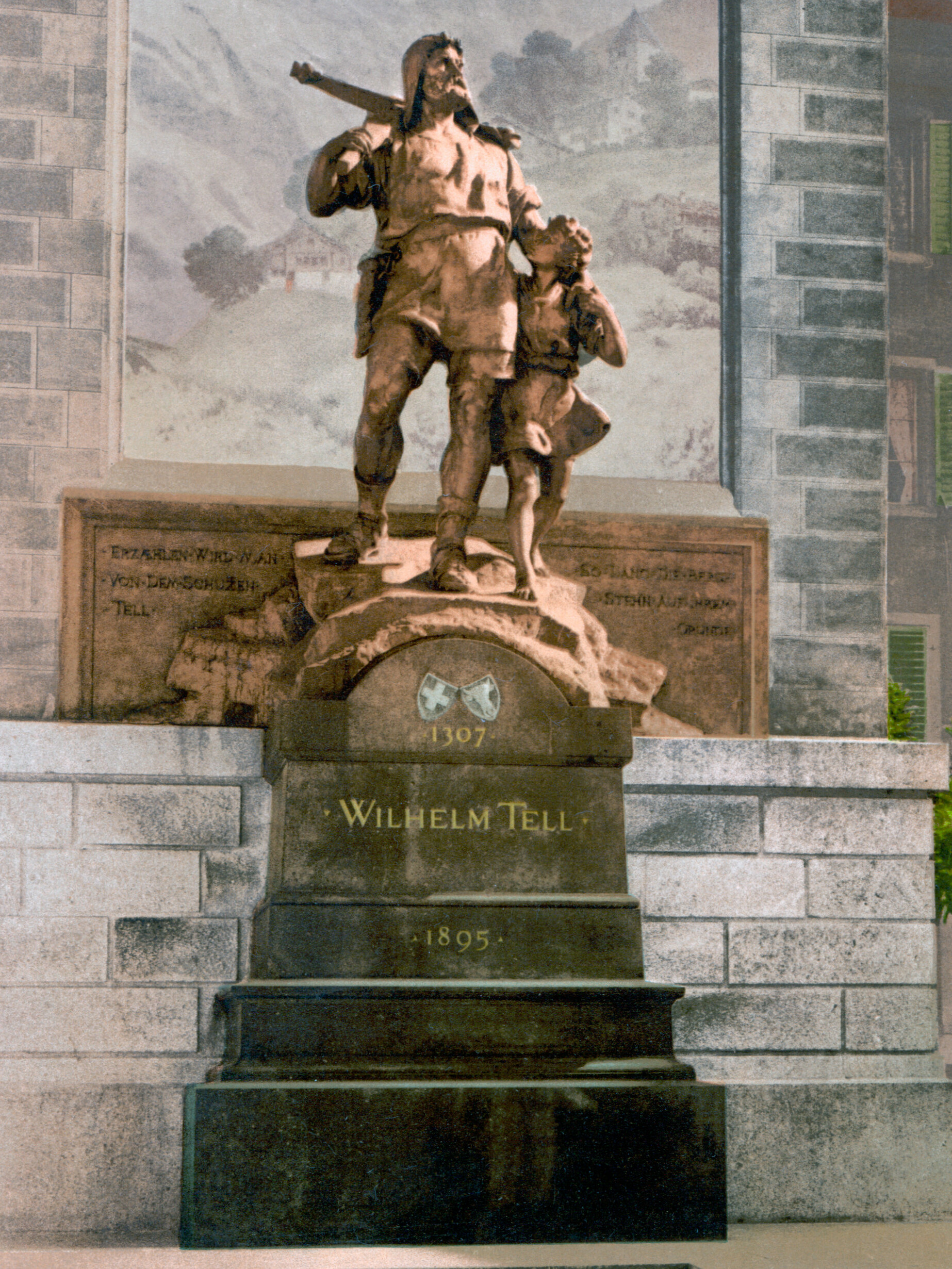
알트도르프에 있는 빌헬름 텔의 조각상

빌헬름 텔(독일어: Wilhelm Tell, 영어: William Tell 윌리엄 텔[*], 프랑스어: Guillaume Tell 기욤 텔[*], 이탈리아어: Guglielmo Tell 굴리엘모 텔[*], 문화어: 윌헬름 텔)은 14세기 초반 스위스 우리주에 살았다고 전해지는 전설의 영웅이다.

## 전설
합스부르크 가는 스위스 우리 주의 지배를 강화하면서 우리 주의 주민들을 억압했다. 특히 총독인 헤르만 게슬러(Hermann Gessler)는 광장에 있던 보리수 밑에 장대를 꽂아놓은 다음에 자신의 모자를 걸어놓았고 지나가는 사람들이 게슬러의 모자에 절을 하도록 강요했다. 활쏘기의 명수였던 윌리엄 텔은 모자에 절을 하지 않았기 때문에 게슬러의 노여움을 사게 된다.
1307년 11월 18일 게슬러는 윌리엄 텔에게 아들의 머리에 사과를 놓고 그것을 활로 쏘라는 명령을 내린다. 그는 아들의 머리 위에 올려져 있던 사과를 화살로 쏴서 명중시켰지만 실패했을 경우 게슬러의 심장을 쏘기 위해 준비했던 화살이 발각되면서 체포되고 만다. 성으로 끌려간 윌리엄 텔은 배를 타고 호수를 건너던 도중에 폭풍을 만났지만 배를 다루는데 능숙한 그는 배를 몰다 몰래 육지로 탈출하는 데에 성공하게 된다. 그 후, 윌리엄 텔은 게슬러를 화살로 사살하면서 주민들 사이에서 영웅으로 여겨지게 된다.

## 현실
요한 볼프강 폰 괴테는 1775년과 1795년 사이에 스위스를 여행하면서 텔의 전설을 듣게 되었다. 괴테는 추디가 쓴 연대기를 가져와 희곡을 쓸 계획이었다. 괴테는 이 아이디어를 친구인 프리드리히 실러에게 주었다. 실러는 이 아이디어를 바탕으로 희곡 《빌헬름 텔》을 쓰고, 1804년 3월 17일에 바이마르에서 초연되었다.
조아키노 로시니는 실러의 희곡에 기반해서 1829년에 오페라 《빌헬름 텔》을 작곡하였다. 이 오페라에 쓰인 빌헬름 텔 서곡은 로시니의 대표작으로 널리 알려졌다.

## 같이 보기
- 로빈 후드
- 윌리엄 월리스